# Zamek Sobień
Sobień (Soban 1372, castro Sobyen 1460) – średniowieczny zamek na terenie wsi Manasterzec w powiecie leskim w województwie podkarpackim. Położony przy ujściu potoku Adyszów do Sanu, na granicy Pogórza Bukowskiego i Gór Słonnych. Obecnie w ruinie.

## Historia

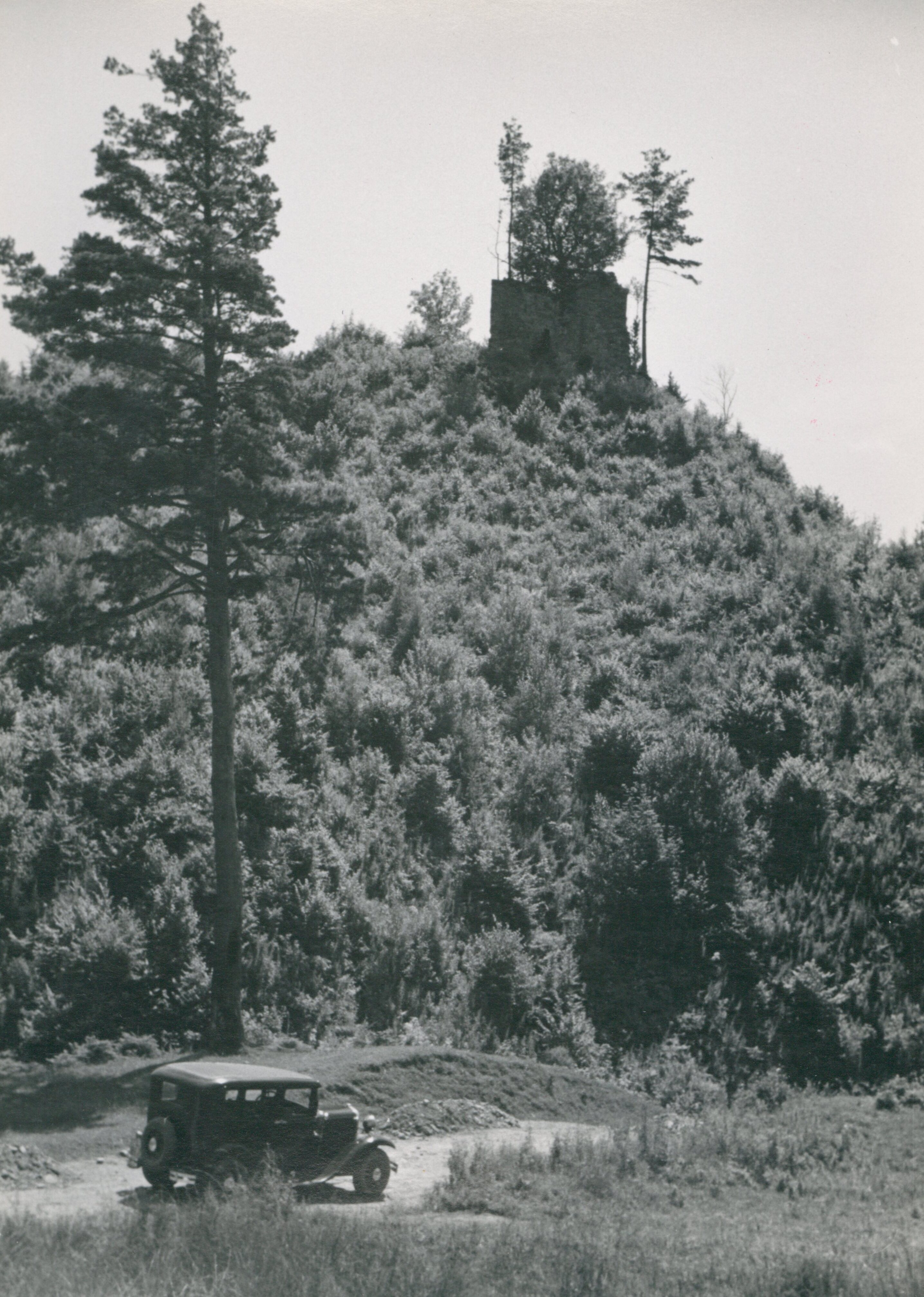
Ruiny zmaku w latach 30. XX w.

Początki warowni strzegącej szlaku wzdłuż doliny Sanu sięgają 2. połowy XIV wieku, a inicjatywę jego budowy przypisuje się królowi Kazimierzowi Wielkiemu. W dokumentach pojawił się po raz pierwszy jako stanowiący własność królewską Soban. Około 1389 zamek został nadany przez Władysława Jagiełłę rycerskiemu rodowi Kmitów. Od tego czasu zamek pełnił rolę ich rodowej siedziby. 5 sierpnia 1373 Elżbieta Łokietkówna nadała na zamku Sobień przywilej dla klasztoru w Starym Sączu. Od 1415 właścicielem posiadłości był Piotr Kmita, który w 1417 gościł tu króla Władysława Jagiełłę ze świeżo poślubioną Elżbietą z Pileckich Granowską. Według Jana Długosza, król w 1417 podróżował ze Lwowa przez Felsztyn i Sobień do Sanoka, gdzie w kościele św. Michała wziął ślub.
Dobra te posiadał następnie Jan Kmita. Z 1434 pochodzi wzmianka o kaplicy zamkowej. W 1436 Sobień po zmarłym Janie Kmicie odziedziczyła jego siostra, Małgorzata Kmita Mościsławska. W 1436 Jan Goły ze Strzałkowa i Goliszewa w imieniu swej żony, Małgorzaty z Kmitów, wystąpił do sądu grodzkiego w Sanoku przeciw Mikołajowi Kmicie, kasztelanowi przemyskiemu, który zajął gwałtem dobra swojej siostry. Spór Gołego z Kmitą trwał do 1441, gdy doszło do ugody między Małgorzatą a jej stryjem Mikołajem z Wiśnicza, kasztelanem przemyskim. Małgorzata była już wtedy żoną Mościca z Wielkiego Koźmina. Odstąpiła Mikołajowi i jego synom zamek Sobień z należącymi do niego wsiami (Huzele, Myczkowce, Uherce Mineralne, Izdebki i inne).
W 1443 Jan Kmita daje intromisję Marciszowi na wsiach Lesko, Łukawica, Jankowce i inne położone pod zamkiem Sobień. W latach 1456–1457 Stanisław, Mikołaj i Jan Kmitowie, bracia z Wiśnicza, synowie Mikołaja z Sobienia, pozywali Jana Kmitę z Wiśnicza, kasztelana lwowskiego, o gwałtowne zajęcie dóbr im przypadłych - zamku Sobień i wsi Łukawica, Lesko, Jankowce.
Zamek Sobień został zdobyty i zniszczony w 1474 przez wojska węgierskie Macieja Korwina w trakcie walk o koronę węgierską. W roku tym, w odwecie za zniszczenia dokonane w Górnych Węgrzech przez Pawła Jasieńskiego, Maciej Korwin poprowadził wyprawę na polską Ruś, dochodząc do Nowego Sącza i Jasła. W 1512 Węgrzy ponownie zniszczyli zamek. Wkrótce potem Kmitowie przenieśli swoją siedzibę do Leska, a opuszczony zamek zaczął popadać w ruinę. W latach 1518–1519 Sobień i Bóbrka stanowiły własność Piotra i Stanisława Kmitów. Piotr Kmita Sobieński (1477-1553) – wojewoda krakowski, marszałek wielki koronny, starosta spiski (1522-1553) - w 1541 zapisał żonie, Barbarze Kmicie z Felsztyna, córce Jana Herburta, 5000 zł na dobrach Sobienia. W 1553 Sobień był w posiadaniu wdowy Barbary Kmity z Herburtów. W 1580 Sobień w posiadanie rodziny Stadnickich – na Stanisława Stadnickiego z Ożomli na Lesku herbu Szreniawa bez Krzyża (zm. 1610), kasztelana przemyskiego, stryja Stanisława Stadnickiego. Do Stadnickich Sobień należał w latach 1580-1713.
19 września 1880, w czasie podróży koleją po Galicji cesarza Austrii Franciszka Józefa I, ruiny zamku były przyozdobione wielobarwnymi flagami.
Z 9 na 10 maja 1946 pod wzgórzem Sobienia rozegrała się jedna z większych potyczek partyzanckich po II wojnie światowej. Dowodzony przez kapitana Jarosza pociąg pancerny Panzertriebwagen 16 stoczył bój z połączonymi sotniami Bira, Stacha i Chrina, które zaatakowały posterunki SOK na odcinku Załuż – Olszanica.
Podczas prac archeologicznych w 1965 Tadeusz Żurowski odkrył palenisko i groty do kuszy z czasu poprzedzającego powstanie zamku, tj. sprzed XV wieku.

## Architektura
Zamek zbudowano z kamieni na planie nieregularnego czworoboku. Od południa wzniesiono skrzydło mieszkalne o wymiarach 12 × 31 m, do którego przylegały mury od strony północnej, zachodniej i wschodniej. W narożniku południowo-zachodnim obwodu obronnego zamku broniła czworoboczna wieża obronna. Wejście na zamek znajdowało się od strony południowo-wschodniej przez przygródek.

## Właściciele
- Stefan - syn Wojosta z Sobniowa w 1359 otrzymał Sobień
- 1389–1580 Kmitowie herbu Szreniawa
  - Jan Kmita (1330–1376) – starosta generalny ruski i krakowski
  - Piotr Kmita (1348–1409) – wojewoda krakowski
  - Klemens Kmita – (1421) h. Szreniawa, ze Żmigrodu, starosta sanocki
  - Jan Kmita - brat Małgorzaty z Kmitów
  - Małgorzata z Kmitów żona Przedpełka Mościca z Wielkiego Koźmina
  - Mikołaj Kmita z Wiśnicza - kasztelan przemyski - stryj Małgorzaty
  - Jan Kmita (zm. 1450) – prowincjał prowincji czesko-polskiej franciszkanów
  - Jan Kmita (zm. 1458/1460) – kasztelan lwowski
  - Andrzej Kmita – i jego córka Nawojka
  - Dobiesław Kmita (zm. 1478) – wojewoda lubelski
  - Jan i ks. Stanisław Kmita – dziedzice na Sobniu
  - Maciej Kmita - podkomorzy sanocki i ks. Piotr (Balowie)
  - Stanisław Kmita (ok. 1450-1511) – kasztelan sanocki, wojewoda wojewoda ruski
  - Piotr Kmita Sobieński (1477-1553) – wojewoda krakowski, marszałek wielki koronny
  - Barbara Kmita z Felsztyna – córka Jana Herburta
- 1580–1713 Stadniccy herbu Szreniawa
- 1713–1803 Ossolińscy, Mniszchowie jako wiano zamek Teresy ze Stadnickich przeszedł na jej męża Józefa Kantego Ossolińskiego
- 1803–1939 Krasiccy z Sienna, Julia Teresa Wandalin-Mniszech
  - Edmund Konrad Krasicki z Siecina

## Stan obecny
Na zarośniętym lasem wzgórzu nad Sanem zachowały się fragmenty murów obronnych, szczątki budynków i ślady wałów przedzamcza. Tuż za ruiną zamku wybudowano drewniany taras, z którego rozpościera się szeroki widok na zakole Sanu, w dalszej perspektywie na Lesko, a przy dobrej widoczności można stąd dostrzec nawet Bieszczady. Wejście do ruin zamku wiedzie przez wieżę, do której zbudowane zostały drewniane schody. W ruinach stosunkowo dobrze zachowała się kamieniarka okienna w dolnej kondygnacji. Teren, na którym znajduje się ruina należy do rezerwatu "Góra Sobień".

## Przyroda
Wzgórze zamkowe stanowi ciekawy obiekt przyrodniczy. Od 1970 istnieje tu rezerwat „Góra Sobień”.

## Legendy

### Czarna Dama
Zgodnie z legendą, kiedy Kmitowie przeprowadzali się z zamku Sobień do Leska, towarzyszyła im w drodze Czarna Dama. Istnieją podejrzenia, że był to duch Anny Kmity, która za życia była świadkiem ataku na zamek króla węgierskiego - Macieja Korwina. Zaatakował on Sobień w czasie, gdy na zamku nie było jej męża. Ataki doprowadziły do podpalenia drewnianych części zamku, skutkiem czego doszło do pożaru. Ukrywająca się w swojej komnacie Anna została zabarykadowana przez walące się fragmenty płonącej fortyfikacji. Przygotowując się na śmierć, założyła czarne szaty. Kiedy Kmita wrócił do zamku, ujrzał zrujnowaną pożarem budowlę, a w zgliszczach i spaleniskach biżuterię swojej żony Anny. Przyrzekł wówczas, że będzie jej dozgonnie wierny, i prawdopodobnie - jak wynika z analizy jego późniejszego życia - przyrzeczenia dotrzymał.
Ducha Anny widywano później i przed śmiercią Piotra Kmity i przed śmiercią innych członków tego rodu, co interpretowano jako jej wierność rodowi Kmitów i odpowiedź na przysięgę męża.